# Lluís Magaña i Martínez
Lluís Magaña i Martínez (València, 1938 - Madrid, 29 d'abril de 1996) fou un empresari valencià del sector elèctric.

## Biografia
Llicenciat en enginyeria de mines, va començar la seva carrera professional en 1964 al sector públic en les desaparegudes empreses Repesa (avui Repsol) i Enpetrol (Empresa Nacional de Petroli). El 1975 va ser nomenat director general de l'Energia, càrrec del qual va passar a comissari general de l'Energia (actualment la Secretaria General de l'Energia) i el 1981-1982 president de la Junta d'Energia Nuclear. Des del seu càrrec encoratjà l'aposta per l'energia nuclear.
El 1983 va deixar el sector públic, disconforme amb la política energètica del PSOE i Alfonso Escámez López el nomenà vicepresident de CEPSA. El 1987 fou nomenat president de FECSA, el mateix any que va rebre la Creu de Sant Jordi de la Generalitat de Catalunya. Va morir d'un infart que va agreujar el càncer de pulmó que intentava superar des de fa més d'un any i pel qual va rebre un tractament intensiu a Houston (Estats Units), un mes després que fos nomenat president de CEPSA.
El 2003 el jutge Lluís Pasqual i Estivill declarà haver-li fet xantatge amb la complicitat de Macià Alavedra i Moner